# Derry (Pennsylvanie)
Pour les articles homonymes, voir Derry (homonymie).
Derry est un borough situé au centre du comté de Westmoreland, en Pennsylvanie, aux États-Unis,. En 2010, il comptait une population de 2 688 habitants, estimée au 1er juillet 2020 à 2 471 habitants. Le borough est fondé en 1852 et incorporé le 22 octobre 1881.

## Démographie
Lors du recensement de 2010, le borough comptait une population de 2 688 habitants. Elle est estimée, en 2020, à 2 471 habitants.